# Charles Babin
Pour les articles homonymes, voir Babin.
Charles Louis Emery Babin (Manthelan, 1er février 1860 - Paris 7e, 2 novembre 1932) est un ingénieur, explorateur et archéologue français.

## Biographie
Polytechnicien (1879), ingénieur des Ponts-et-Chaussées (1881), il officie sur les voies-ferrées des Basses-Pyrénées puis aux services maritimes de la Gironde avant d'être chargé de voyages d'études en Autriche et en Italie.
En 1884, il est attaché à la mission archéologique en Perse de Marcel et Jane Dieulafoy. Parti avec eux de Toulon le 17 décembre 1884, il arrive à Bender-Bouchir le 31 janvier 1885 puis gagne Suse où les archéologues commencent leurs travaux.
En mai 1885, alors que les Dieulafoy rentrent en France, il est chargé avec le jeune normalien Frédéric Houssay de faire des reconnaissances archéologiques et d'aller à Téhéran pour y obtenir les autorisations nécessaires à la poursuite des fouilles. Les deux hommes quittent Suse le 17 mai et gagnent Dezfoul puis traversent le territoire des Bakhtiaris et explorent les ruines d'Idedj avant de reprendre la route du golfe Persique par Ramhormoz, Soltanabad, Djeizoun et les ruines d'Erradjan. De Bender-Dilem à Bender-Righ, ils longent la mer et, à Dalaki, rejoignent la route de Chiraz. Ils visitent ensuite à la fin juin la forteresse sassanide de Bishapour puis se rendent à Kazerun avant de gagner Chiraz par un défilé des hauts plateaux.
Babin et Houssay visitent ensuite Persépolis et Naqsh-e Rostam où ils font dresser les importants échafaudages qui permettront aux Dieulafoy le déchiffrage des inscriptions du tombeau de Darius que le couple photographiera. Par Ispahan, ils rejoignent Téhéran qu'ils quitteront le 7 octobre pour retrouver les Dieulafoy à Bender-Bouchir le 13 novembre. Ensemble, ils partent pour Bassorah afin de revenir continuer les fouilles de Suse.
Charles Babin travaille dans l’Eure en 1890 avant d'être chargé d’une mission de l’Académie des Inscriptions et Belles Lettres aux fouilles de Troie. Il est ensuite attaché au service des études et travaux du Canal Maritime de la Basse Loire et de l’Amélioration de la vallée de l’Acheneau dans le département de la Loire-Inférieure (1891-1903) puis détaché au Ministère de la Marine comme Directeur des Travaux hydrauliques du Port de Lorient (1903-1906).
Ingénieur en chef de la Navigation de la Seine (1906), il se consacre à l’éclairage et au balisage de l’Estuaire de la Seine. Lors de la Première Guerre mondiale, il dirige l'exploitation du port de Rouen.
Directeur des Phares et Balises — en cette qualité, il préside, au nom du ministre des travaux publics, la commission d'études de la gare transatlantique de Cherbourg (1925-1926) —, il termine sa carrière comme directeur honoraire des ports maritimes, inspecteur général des ponts et chaussées.
Mort à Paris le mercredi 2 novembre 1932, à l'âge de 72 ans, il est inhumé au cimetière de Pornic. Sa tombe représente un sarcophage.

## Œuvres
- A travers la Perse méridionale, Le Tour du monde, vol.II, 1892, p. 65-128 (avec F. Houssay).

## Récompenses et distinctions
- Un baliseur océanique a été nommé en son honneur.
- Une darse du port de Rouen porte son nom.
- Chevalier (30 décembre 1898), officier (10 juillet 1918) puis commandeur de la Légion d'honneur (23 août 1930)[1].

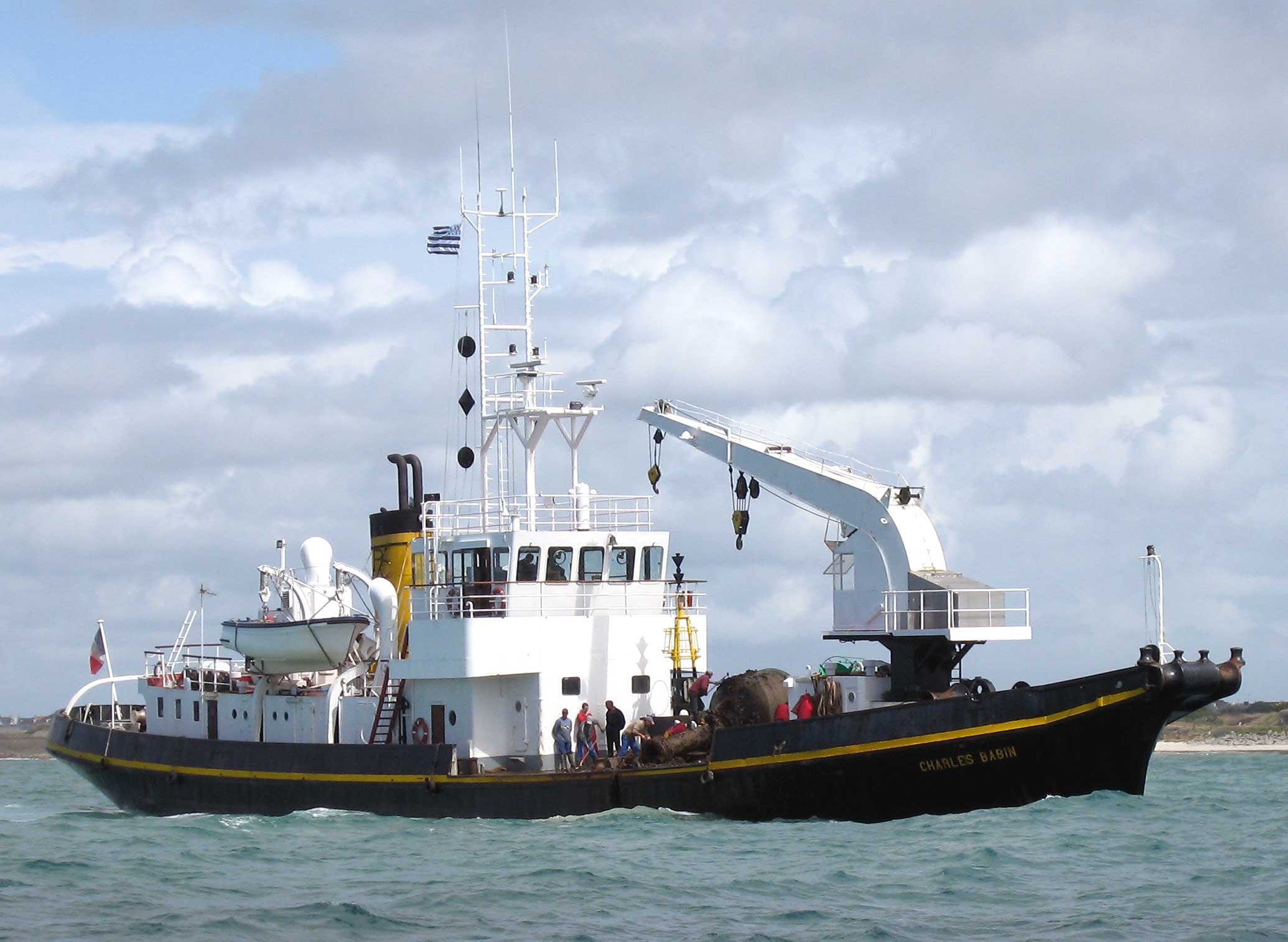
Le baliseur océanique ancienne génération Charles Babin
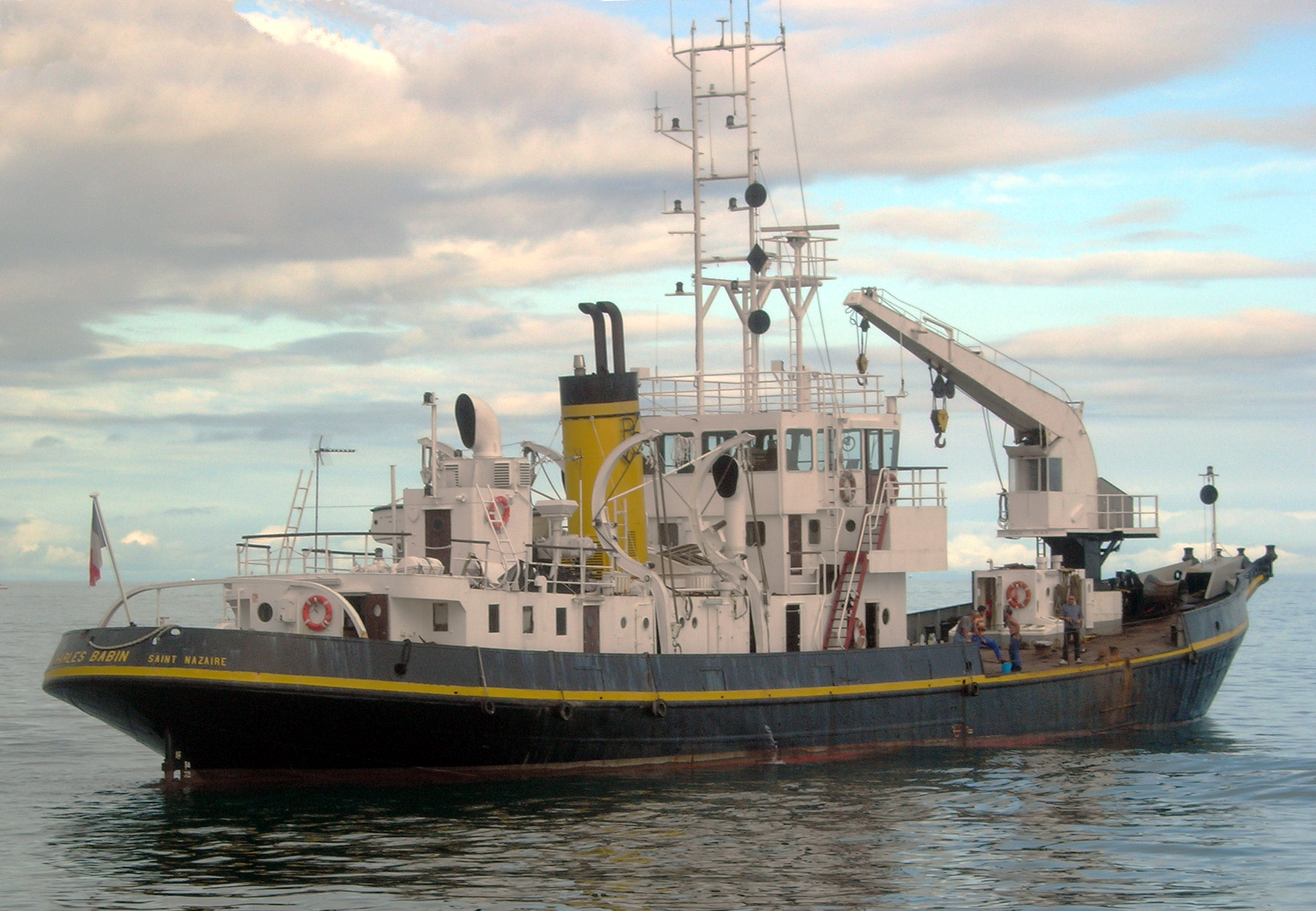
Charles Babin dans la baie de Quiberon